# مونراد والگرن
مونراد والگرن (به انگلیسی: Monrad Charles Wallgren) سناتور سابق عضو حزب دموکرات ایالات متحده آمریکا بود. وی در سال ۱۹۴۰ تا ۱۹۴۵ میلادی سناتور ایالت واشینگتن در سنای ایالات متحده آمریکا بود.